# Контрада Гуриза (Козенца)
Контрада Гуриза је насеље у Италији у округу Козенца, региону Калабрија.
Према процени из 2011. у насељу је живело 53 становника. Насеље се налази на надморској висини од 356 м.